# Động cơ xăng

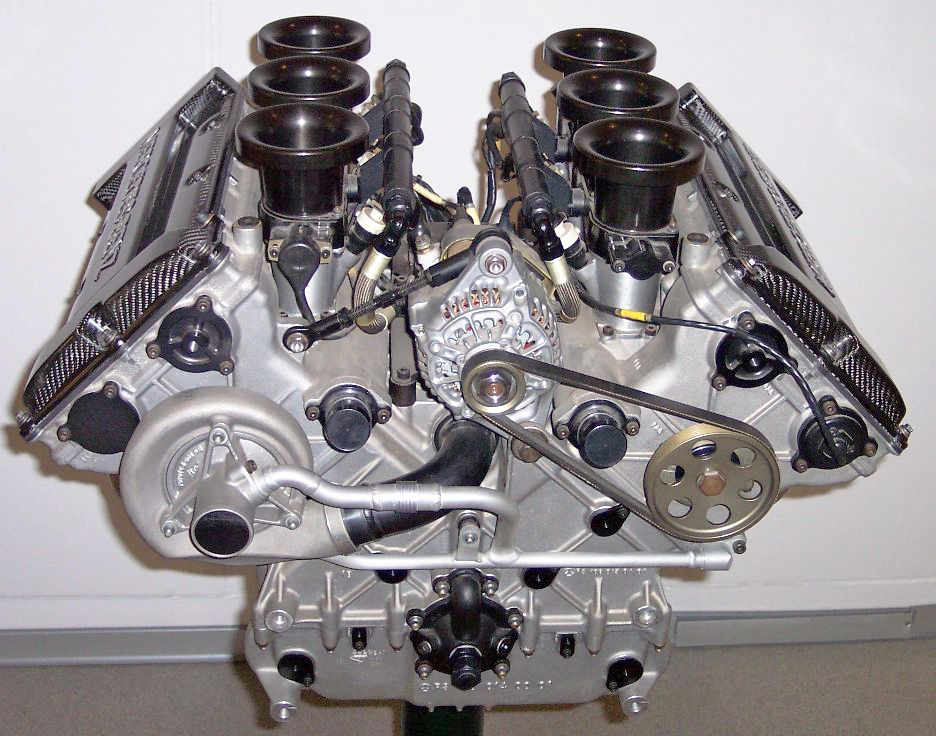
Động cơ xăng xe Mercedes V6 sản xuất năm 1996

Động cơ xăng hay động cơ Otto (lấy theo tên của Nikolaus Otto) là một dạng động cơ đốt trong, thông thường được sử dụng cho ô tô, máy bay, các máy móc di động nhỏ như máy xén cỏ hay xe máy cũng như làm động cơ cho các loại thuyền và tàu nhỏ.
Nhiên liệu của các động cơ xăng là xăng. Phổ biến nhất của động cơ xăng là động cơ bốn thì. Việc đốt cháy nhiên liệu được diễn ra trong buồng đốt bởi một hệ thống đánh lửa được tắt mở theo chu kỳ. Nơi đánh lửa là bugi có điện áp cao. Động cơ hai thì cũng được sử dụng trong các ứng dụng nhỏ hơn, nhẹ hơn, và rẻ tiền hơn nhưng nó không hiệu quả trong việc sử dụng nhiên liệu.
Động cơ Wankel cũng sử dụng xăng làm nhiên liệu. Nó khác với động cơ bốn thì hay động cơ hai thì ở chỗ nó không có pittông mà sử dụng rôto.
Một trong những thành phần của các động cơ xăng cũ là bộ chế hòa khí (hay còn gọi là piratơ), nó trộn xăng lẫn với không khí. Trong các động cơ xăng sau này, nó đã được thay bằng việc phun nhiên liệu.

## Lịch sử
Động cơ xăng được phát triển vào cuối thế kỷ 19 bởi Nikolaus August Otto, dựa trên một động cơ ba thì có công suất yếu hơn rất nhiều của Étienne Lenoir. Thay đổi cơ bản là thêm vào một thì nén khí. Thiết kế đầu tiên của Otto không có nhiều điểm tương tự với các động cơ ngày nay. Đấy là một động cơ ở ngoài không khí, tức là hỗn hợp khí và nhiên liệu nổ đẩy pittông bắn ra ngoài bay tự do và chỉ trên đường quay lại pittông (hay áp suất không khí) mới tạo ra công.
Năm 1876 Otto đăng ký bằng phát minh tại Đức cho một động cơ đốt trong bao gồm cả nguyên tắc bốn thì. Vì yêu cầu của người Pháp Beau de Rocha nên bằng phát minh của Otto bị hủy bỏ 10 năm sau đó ở Đức.
Gottlieb Daimler và Carl Benz tại Đức (1886) và Siegfried Marcus (1888/1889) ở Viên (Áo) đã độc lập với nhau chế tạo các xe cơ giới đầu tiên bằng một động cơ Otto.